# Emilia Herzgsell
Emilia Herzgsell (5 settembre 2005) è una sciatrice alpina austriaca.

## Biografia
Specialista delle prove veloci attiva dal dicembre del 2021, Emilia Herzgsell ha esordito in Coppa Europa il 13 dicembre 2024 a Sankt Moritz in discesa libera (20ª) e ai Mondiali juniores di Tarvisio 2025 ha vinto la medaglia di bronzo nella combinata a squadre; non ha debuttato in Coppa del Mondo e non ha preso parte a rassegne olimpiche o iridate.

## Palmarès

### Mondiali juniores
- 1 medaglia:
  - 1 bronzo (combinata a squadre a Tarvisio 2025)

### Coppa Europa
- Miglior piazzamento in classifica generale: 87ª nel 2025